# 水原ゆき
水原 ゆき（みなはら ゆき、12月14日 - ）は日本の女優。神奈川県出身。

## 略歴
- 2009年8月、「恋する悪魔」にて初舞台。
- 2015年8月まで株式会社あおい（旧オフィスiccho）、有限会社エムズエンタープライズ（2016年 - 2018年）、株式会社SUPER TRAMP（2022年 - 2023年）、株式会社ルビーパレード（2024年 - )に所属。
- 2019年9月、自身初のプロデュースイベント公演を行い、2日間で来場者数1,000人を集める。脚色・演出・物販デザイン・劇中楽曲の作詞作曲・キャスティング・宣伝美術、編集等を自ら行った。

## 人物
- 身長：160cm、靴のサイズ：24.5cm。
- 趣味：ダンス、イラスト
- 特技：即興鼻歌、歯笛
- 好きな色：水色
- 愛称：みなちゃん、みなゆき、ゆきちゃん、ビンタのみなはら。

## 出演

### 舞台
2009年
- 朝倉薫演劇団「恋する悪魔」（2009年8月21日 - 23日、銀座みゆき館劇場） - 花立吹雪 役
- スパイラルメソードお芝居カンパニー「超極秘事項」（2009年11月5日 - 8日、椎名町・シアター風姿花伝） - 吉村小百合 役

2010年
- 一歩堂「ぐつぐつ」（2010年1月28日 - 31日、新宿・シアタープラッツ） - 大根 役
- 演劇☆ユニット宇宙食堂「銀河系ホームレス〜アナザーバージョン〜」（2010年11月10日 - 14日、ザムザ阿佐谷） - サリー・オリガ 役
- 劇団FULLMONTY「ジャックインザペンション」（2010年12月23日 - 27日、横浜・相鉄本多劇場） - 大山蓮華 役

2011年
- エアースタジオ「十二人の怒れる人々」（2011年7月6日 - 10日、東日本橋・AQUA studio） - 3号 役
- パンプランニング「原石club シャバダバダvol.5 comedy show」（2011年9月8日 - 11日、銀座みゆき館劇場）
- 劇団居酒屋ベースボール「Pallet Christmas」（2011年11月16日 - 27日、下北沢・GEKI地下リバティ） - クロス 役

2012年
- お芝居カンパニー「あいamフォスター'12」（2012年1月19日 - 22日、上野ストアハウス） - 葉月 役
- omu produce 楽雅鬼ジュエリー「Logical Chocolart」（2012年2月14日 - 19日、新宿タイニイアリス） - ダンプティー役・チェリー役
- 劇団居酒屋ベースボール「Last Color」（2012年5月9日 - 13日、笹塚ファクトリー） - シラコ 役
- office HOMME produce「眠れるホテルの羊たち」 - 主演 メリノ役 / ロムニー役
  - 東京公演（2012年9月5日 - 9日、下北沢・GEKI地下リバティ）
  - 仙台公演（2012年11月30日、エル・パーク仙台）

- アリスインプロジェクト「ラストホリデー〜終わらない歌〜」（2012年11月21日 - 25日、東長崎・てあとるらぽう） - 望月サラ 役

2013年
- Color-i Collection×街角美人presents「Girls Rocketeer」（2013年1月23日 - 27日、中野ザ・ポケット） - 陽川南 役
- 吉本ドラマ部「神保町ドラマストーリー」村上作品（2013年4月9日 - 14日、神保町花月） - ヒロイン
- ウェーブモーション「ポセイドンの孫とYシャツと私」（2013年4月23日 - 28日、中野・劇場HOPE） - Bチーム 祥子 役
- 劇団居酒屋ベースボール「クジラの歌」（2013年6月25日 - 7月7日、下北沢・GEKI地下リバティ） - ヒロイン・真心 役

2014年
- 劇団居酒屋ベースボール「狐雨の花嫁」（2014年2月15日 - 23日、笹塚ファクトリー） - Aチーム ヒロイン・コウ 役
- 劇団居酒屋ベースボール「鴟梟-sikyo-」（2014年7月24日 - 27日、笹塚ファクトリー） - ヒロイン・ミサ 役
- シザーブリッツ「ニューシネマパラダイちゅ」（2014年8月23日 - 31日、中野・劇場HOPE） - Bキャスト ヒロイン・田村朋子 役
- T-Produce「Thank Irish Table, Yammy!」（2014年10月7日 - 12日、下北沢・GEKI地下リバティ） - 浅川麻里 役
- アリスインプロジェクト「戦国降臨ガール・ReBirth」（2014年10月29日 - 11月3日、品川・六行会ホール） - 大柴田先輩 役
- 劇団FULLMONTY「瓜生家の人々」（2014年12月3日 - 7日、中野スタジオあくとれ） - 山本莉美 役
- 劇団居酒屋ベースボール 1ヶ月公演「人の類い、十二の亜種」（下北沢・GEKI地下リバティ）
  - 「猿の類い」（2014年12月16日 - 21日） - 小山響子 役
  - 「黒い羊の仮説」（2014年12月23日 - 27日） - 四村結衣 役

2015年
- シザーブリッツ「レンアイドッグス」（2015年1月24日 - 2月1日、新宿・サンモールスタジオ） - 佐伯真琴 役
- 企画演劇集団ボクラ団義「忍ぶ阿呆に 死ぬ阿呆」（2015年3月11日 - 22日、池袋・シアターグリーンBIG TREE THEATER） - 茶々 役
- 下北マダムス『Intro』「おとなの秘密」（2015年3月26日、新宿vatios）
- 劇団居酒屋ベースボール「えのもとぐりむのやわらかいパン」（2015年4月28日 - 5月3日、下北沢・GEKI地下リバティ） - やえ 役
- シザーブリッツ「永遠にムーン」（2015年6月23日 - 28日、笹塚ファクトリー） - 奥菜うさぎ役
- 朝劇下北沢「下北LOVER」（2015年9月5日、下北沢・VIZZ (ヴィズ)） - ゲスト
- 劇団居酒屋ベースボール「百年の虎独」（2015年9月30日 - 10月3日、下北沢・GEKI地下リバティ） - こだま 役
- 4121「新釈・ロクモンセン -真田十勇士伝説-」（2015年10月28日 - 11月3日、新宿・スペース・ゼロ） - くノ一 赤 役
- 劇団居酒屋ベースボール 3ヶ月ロングラン公演「えのもとぐりむ作品集」（下北沢・GEKI地下リバティ）
  - 第3部「蛇の亜種」（2015年11月16日 - 22日） - ナミ 役
  - 第5部「ウリ坊の厨房」（2015年12月1日 - 6日） - ひより/ビルサ 役
  - 第6部「灰色の蝶」（2015年12月9日 - 19日） - マユ 役

2016年
- ホワイトデザインプロデュース「ホテルニューオーツカ」（2016年2月3日 - 7日、大塚・萬劇場） - 田端（ハウスキーパー） 役
- かくたすのいるところ「アンダードック 〜ロマン主義スケッチ集〜」（2016年3月16日 - 20日、下北沢・小劇場B1）
- ペイフォワードプロジェクト「ヨミガエラセ屋」（2016年3月30日 - 4月3日、新宿村LIVE） - 戸越比奈 役
- ユニバーサル・スタジオ・ジャパソ「上手」2.短編舞台「おいしい喜劇」（2016年8月26日 - 28日、六本木・俳優座劇場）
- タクフェス「WHAT A WONDERFUL LIFE!」（2016年12月27日 - 29日、新大久保・東京グローブ座）

2017年
- エイベックス・ピクチャーズ「Wake Up, Girls! 青葉の記録」（2017年1月19日 - 22日、AiiA 2.5Theater Tokyo） - 相沢菜野花 役
- ぐりむの法則「嘘つき歌姫」（2017年2月16日 - 19日、シアターサンモール） - Appleチーム 主演 卯月ユリカ 役
- ネルケプランニング「上野パンダ島ビキニーズ」（2017年3月30日 - 4月2日、品川プリンスホテル クラブeX） - 雛菊りん 役
- 唐橋充×宮下貴浩「百年の虎独 2017」（2017年9月1日 - 10日、下北沢・Geki地下Liberty） - チーム猫 主演・少女 役
- 宮下貴浩×私オム「蛇の亜種」（2017年12月21日 - 28日、下北沢・Geki地下Liberty） - B、Cチーム チホ、およびメイドのナミ役

2018年
- 演劇集団バックドア「BLIND HERO」（2018年1月23日 - 28日、下北沢・小劇場B1） - アイドルグループ「DREAM LIGHT」の桜心美 役
- ネルケプランニング「上野パンダ島ビキニーズ マイナス2.5」（2018年3月15日 - 18日、品川プリンスホテル クラブeX） - 雛菊りん 役
- ぐりむの法則「カナリアイロニカル」（2018年4月3日 - 8日、中野・テアトルBONBON） - ナオミ 役
- リードワンプロモーション「蛇の亜種」（2018年6月7日 - 11日、新宿・シアターサンモール） - 亜種チーム ナミ 役
- ゲキバカ「Death of a Samurai」（2018年7月25日 - 31日、中野・テアトルBONBON） - Aチーム キノコ 役
- ナナシノ()「希薄」（2018年9月12日 - 17日、新宿・サンモールスタジオ） - ヒロイン 松岡真理恵 役
- 演劇集団Z-Lion「思い出すならANOTIME」（2018年11月28日 - 12月2日、新宿・シアターサンモール） - 松永美結 役

2019年
- 劇団ウルトラマンション「梅雨のむらさき」（2019年5月22日 - 26日、八幡山・ワーサルシアター） - 日向朱音 役
- タグステ「夕-ゆう-」（2019年8月7日 - 18日、新宿・シアターサンモール） - 三上波 役
- シザーブリッツ「まわれ！無敵のマーダーケース」（2019年12月20日 - 25日、恵比寿・エコー劇場） - 成田（劇団員） 役

2020年
- Thavman「Anniversary Tree」雪だるまチーム（2020年1月23日 - 26日、中野・劇場MOMO） - 西園寺 役
- シザーブリッツ×トキエンタテインメント「スペーストラベロイド」（2020年8月26日 - 30日、赤坂RED/THEATER） - 天達 役

2021年
- 劇団共働き「白からはじまる世界」（2021年6月9日 - 16日、新宿・シアターサンモール） - 恵里佳 役
- 水野美紀×矢島弘一『２つの「ヒ」キゲキ』（2021年10月7日 - 14日、初台・新国立劇場小劇場）

2022年
- オムイズム「探求」（2022年6月22日 - 26日、赤坂RED/THEATER） - 川崎愛 役
- 一騎討ちProject「忘華～ボケ～」 - 冬 役
  - 東京公演（2022年9月28日 - 10月2日、赤坂・草月ホール）
  - 大阪公演（2022年10月8日 - 10日、朝日放送ABCホール）

- 舞台「キミと僕の最後の戦場、あるいは世界が始まる聖戦」 - ミラベア 役
  - 東京公演（2022年10月20日 - 24日、北千住・シアター1010）
  - 大阪公演（2022年11月10日 - 13日、COOL JAPAN PARK OSAKA TTホール）

- アイエス・フィールド「ぼくはずっと前からあたらしい」（2022年12月23日 - 25日、新大久保・R'sアートコート） - 岸本かな 役

2023年
- Office ENDLESS「モノノ怪～化猫～」（2023年2月4日 - 15日、上野・飛行船シアター） - 加世 役
- パフォーマンスユニットTWT「SANADA XI」（2023年6月9日 - 18日、吉祥寺シアター） - 楓 役
- あるひ「梅雨のむらさき」（2023年8月16日 - 20日、築地・ブディストホール） - 根本真白 役
- AGE POP「白虎隊 ザ・アイドル」（2023年11月29日 - 12月3日、新宿・シアターサンモール）

2024年
- Daiwa House Special 地球ゴージャス三十周年記念公演「儚き光のラプソディ」
  - 東京公演（2024年4月28日 - 5月26日、日本橋・明治座）
  - 大阪公演（2024年5月31日 - 6月9日、SkyシアターMBS）

- 気晴らしBOYZ「GROOM&GROOM」（2024年7月3日 - 7日、中野ザ・ポケット） - 西田春香 役

2025年
- 舞台「まちカドまぞく」（2025年1月9日 - 15日、銀座・博品館劇場） - 吉田清子 役
- ライズコミュニケーション「Home 2025」（2025年2月21日 - 24日、浅草・浅草花劇場） - ナミ 役
- あるひ「殺し屋にくびったけ」（2025年3月26日 - 30日、品川・六行会ホール）
- X-QUEST「最終兵器ピノキオ〜蜃気楼の向こう側〜」（2025年5月9日 - 13日、すみだパークシアター倉） - シンデレラ 役

### 映画
- コスメティックウォーズ（2017年、監督：鈴木浩介） - 化粧品プランナー 役

### テレビドラマ
連続ドラマ
- デザイナーベイビー 〜速水刑事、産休前の難事件〜 第7話（2015年11月3日、NHK総合・ドラマ10）
- サイレーン 刑事×彼女×完全悪女 第9話（2015年12月15日、関西テレビ）
- 山本周五郎人情時代劇 第6話「こんち午の日」（2015年12月15日、BSジャパン） - 重平の姪・お芳 役[54]
- 朝が来る（2016年6月5日 - 7月31日、東海テレビ） - 杉本美樹 役[55]
- ふれなばおちん 第5話、第6話（2016年7月26日、8月2日、NHK BSプレミアム）
- はじめまして、愛しています。 第1話（2016年7月14日、テレビ朝日）
- 遺産相続弁護士 柿崎真一 第5話（2016年8月4日、読売テレビ） - 順子 役
- 黒い十人の女（2016年9月29日 - 12月2日、読売テレビ） - スタッフ 役
- Chef〜三ツ星の給食〜 第1話（2016年10月13日、フジテレビ） - レストラン店長 役
- 地味にスゴイ! 校閲ガール・河野悦子（2016年10月5日 - 12月7日、日本テレビ） - Lassy編集部・水島琴音 役
- 銀と金 第1話（2017年1月8日、テレビ東京）
- スーパーサラリーマン左江内氏 第6話（2017年2月18日、日本テレビ） - 遊園地の従業員 役
- 就活家族〜きっと、うまくいく〜 最終話（2017年3月9日、テレビ朝日）
- トモダチゲーム 第1話（2017年4月3日、独立局各局）
- 犯罪症候群Season1 第2話、第3話（2017年4月15日、22日、東海テレビ×WOWOW）
- マッサージ探偵ジョー 第5話、第6話（2017年5月7日、14日、テレビ東京） - 仲居 役
- ブランケット・キャッツ（2017年6月23日 - 8月4日、NHK総合・ドラマ10） - 藤村動物病院の動物看護師・横山沙織 役
- ボイス 110緊急指令室（2019年7月13日 - 9月21日、日本テレビ） - 星川香織 役
- 時効警察はじめました 第4話（2019年11月9日、テレビ朝日）

単発ドラマ
- 宮部みゆきサスペンス「模倣犯」 前編（2016年9月21日、テレビ東京） - アナウンサー 役

### DVDドラマ
- 一歩堂「嘘つきあすぴー[56]」（2011年8月） - みなはらゆき（愛称：はらみ） 役

### MV
- Hey! Say! JUMP「君がみた一等星[57]」（2022年8月）

### CM
- TSUTAYA DISCAS オフィス編
- TSUTAYA　企業CM（2010年3月）
- コメ兵 かんたん査定篇（バッグ）（2016年6月）
- 三井ショッピングパーク 女子のたしなみ ららぽーとバーゲン&福袋＆ポイントアップ篇（2016年12月）
- ホクト「実写版きのこ組」（2018年6月） - ブナピー 役[58]
- 大正製薬「大正漢方胃腸薬」（2018年11月）[59]
- SUNTORY レモンサワーの素「スクープ篇」[60]（2019年3月）
- M&Aキャピタルパートナーズ「建設業界の社長」篇（2019年10月）[61]

### バラエティ番組
- ぐるぐるナインティナイン（2010年11月、日本テレビ） - アシスタント
- 原口あきまさの今がぱちドキッ!（2012年7月 - 2014年5月、TOKYO MX） - ドキッ娘
- 神奈月&相川友希の大逆転 実況ぱちドキッ!（2012年10月 - 2014年3月、テレビ埼玉） - ドキッ娘
- 外国人スロッター トムの今がすろドキッ!（2012年12月、ジャンバリ.TV） - ドキッ娘
- 知的探検スペシャル!恋愛は科学だ!（2013年2月、フジテレビ）
- P-1 パチとも倶楽部（2014年3月、テレビ大阪）
- 痛快TV スカッとジャパン（2016年3月14日：「ビンボー臭いの大嫌い!」、10月3日：「お友達なの?」、フジテレビ）
- ラストキス〜最後にキスするデート」（2016年6月、TBS）[62]
- 浜ちゃんが!（2016年7月6日、日本テレビ） - 永瀬匡と共にゲスト出演
- キスマイBUSAIKU!?（2016年7月、12月、2018年3月、フジテレビ）

### イベント
- 週プレ酒BAR 1日ママ（2018年2月19日、歌舞伎町・週プレ酒場）
1回1時間のイベントを3回。完全予約制で1回5名ずつ、計15名だけが入場できるイベント。

### WEB
- アイドル生放送局[63]（2012年9月3日 - 2013年5月27日、ニコニコ生放送） - 月曜レギュラーMC
- WEB CM 「即ジョブ」（2015年12月）[64]
- WEB CM 「プレゴ」（2017年4月）[65]
- 中井学ゴルフチャンネル（2021年1月 - ）[66]

### 雑誌
- フォトテクニックデジタル（玄光社）
  - 2013年12月号　連載「撮影会の女神さま♥エクストラマイルド」にゲスト
  - 2014年2月号　特集「ポートレートに効くレンズを探せ!（愛）」にてモデル
  - 2014年8月号　特集「スローシャッターでポートレート!」にてモデル
- 週刊プレイボーイ（2016年12月12日号、集英社）[67]
- MAMOR（2020年5月号、扶桑社） - 防衛省広報誌。用賀駐屯地にて陸上自衛隊の制服を着て撮影、表紙と巻頭グラビアを飾る。

## ユニット活動
- ドキッ娘 - 2012年にバラエティ番組『原口あきまさの今がぱちドキッ!』、『神奈月&相川友希の大逆転 実況ぱちドキッ!』、『外国人スロッター トムの今がすろドキッ!』内にて活動。
- 上野パンダ島ビキニーズ - 堤幸彦プロデュースのガールズユニット。メンバーは水原ゆき、西川美咲、矢萩春菜、小瀬田麻由、石原千尋、松岡里英、小田切瑠衣の7名。2017年3月30日に、舞台上演と同時にCDデビュー[68]。